# 19 décembre 1952
Le vendredi 19 décembre 1952 est le 354e jour de l'année 1952.

## Naissances
- Agnès Bricard, première femme présidente du Conseil supérieur de l'Ordre des experts-comptables
- Christian Harbulot, auteur en management
- Christopher Laird, chanteur français
- Enikő Szilágyi, actrice hongro-roumaine
- Jacques Bourgoin, personnalité politique française
- Martine David, personnalité politique française
- Wilhelmina Brinkhoff, cycliste néerlandaise
- Paul-Siméon Ahouanan Djro, prélat catholique
- Walter Murphy, musicien américain

## Décès
- Camille Rocher (né le 8 octobre 1877), personnalité politique française
- Jacques Dyssord (né le 4 janvier 1880), poète et écrivain français